# Dilobopterus manni
Dilobopterus manni är en insektsart som beskrevs av Young 1977. Dilobopterus manni ingår i släktet Dilobopterus och familjen dvärgstritar. Inga underarter finns listade i Catalogue of Life.